# بز کوهی پرتغالی
بز کوهی پرتغالی (نام علمی: Capra pyrenaica lusitanica) نام یک زیرگونه منقرض‌شده از گونه بز کوهی اسپانیایی است.